# Giacomo Bazzan
Giacomo Bazzan (ur. 13 stycznia 1950 w Vescovanie, zm. 24 grudnia 2019 w Loreo) – włoski kolarz torowy i szosowy, trzykrotny medalista torowych mistrzostw świata.

## Kariera
Pierwszy sukces w karierze Giacomo Bazzan osiągnął w 1969 roku, kiedy wspólnie z Antonio Castello, Giorgio Morbiato i Pietro Algerim zdobył srebrny medal w drużynowym wyścigu na dochodzenie podczas torowych mistrzostw świata w Antwerpii. W tej samej konkurencji, razem z Algerim, Morbiato i Luciano Borgognonim Giacomo wywalczył złoty medal na mistrzostwach świata w Varese w 1971 roku. Na tych mistrzostwach był również trzeci w rywalizacji indywidualnej amatorów, ulegając jedynie Kolumbijczykowi Martínowi Emilio Rodríguezowi oraz Szwajcarowi Josefowi Fuchsowi. Rok później wystartował na igrzyskach olimpijskich w Monachium, jednak Włosi zajęli tam zaledwie dziewiątą pozycję. Wielokrotnie zdobywał medale mistrzostw kraju, w tym dwa złote. Startował także w wyścigach szosowych, ale bez większych sukcesów.